# Gastronomia de l'Imperi Otomà
La gastronomia de l'Imperi Otomà és la gastronomia pròpia de l'Imperi Otomà, que des del segle XV es va estendre al llarg de tres continents (Europa, Àsia i Àfrica) i va viure el seu millor moment als segles xvi i xvii. Als anys vint del segle xx l'Imperi Otomà va desaparèixer i va ser substituït per la República de Turquia. Es considera que la gastronomia otomana és precursora de l'actual gastronomia de Turquia.
Estava molt influenciada pels territoris i les poblacions que comprenia, en particular es considera hereva de la cuina persa i de la cuina romana d'Orient, alhora que matriu de totes les cuines arabomusulmanes. També ha influït la cuina de l'Europa de l'Est i de l'Europa Occidental, on es va introduir a través de l'Àndalus. Les cuines influïdes per la cuina otomana inclouen les de Bulgària, Sèrbia, Croàcia, Romania, Macedònia del Nord, Moldàvia, Polònia, Rússia, Grècia, Turquia, el Líban, Palestina, el Magrib, l'Orient Pròxim i fins i tot molts països de l'Àsia central i caucàsica.
És coneguda per les seves característiques de pont entre les cuines persa, àrab i índia, i es pot dir que es troba entre les cuines d'origen mediterrani degut no només a la posició geogràfica del país sinó que a més té en comú amb les altres gastronomies un predomini de les verdures i de l'oli d'oliva en la majoria dels seus plats.

## Característiques

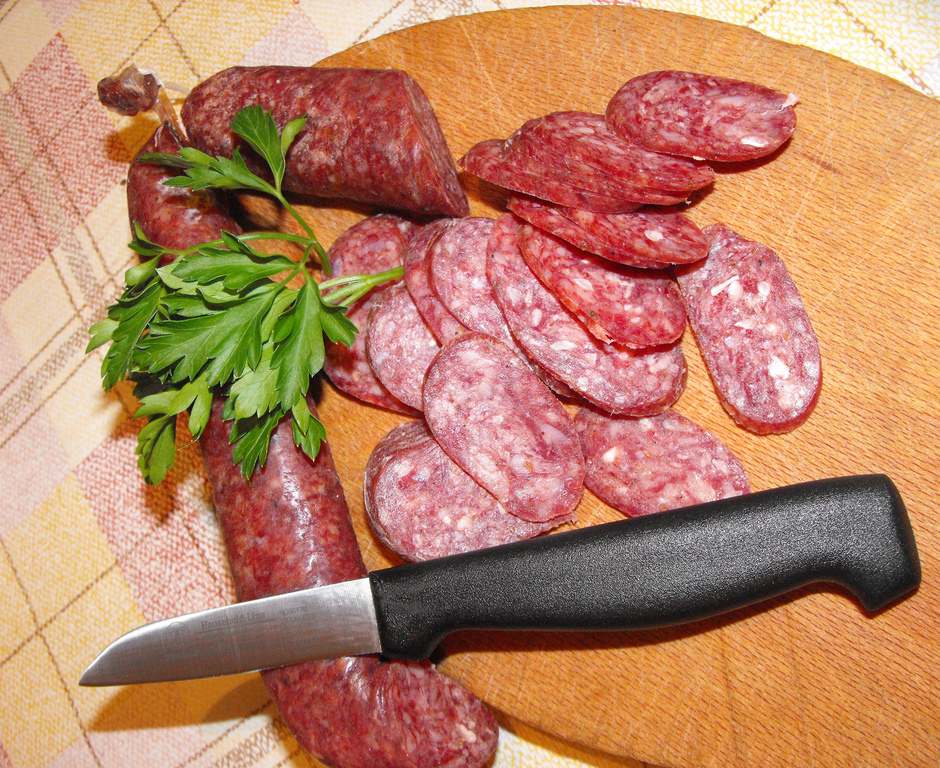
El sucuk és una mena de llonganissa

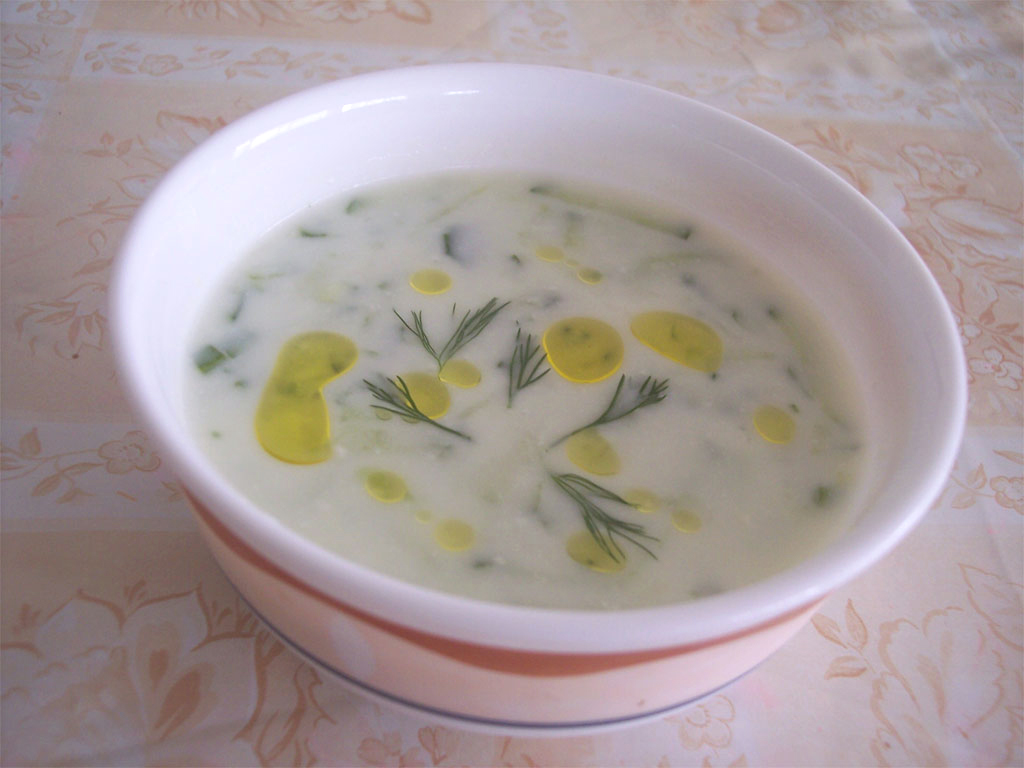
El cacık és a base de iogurt

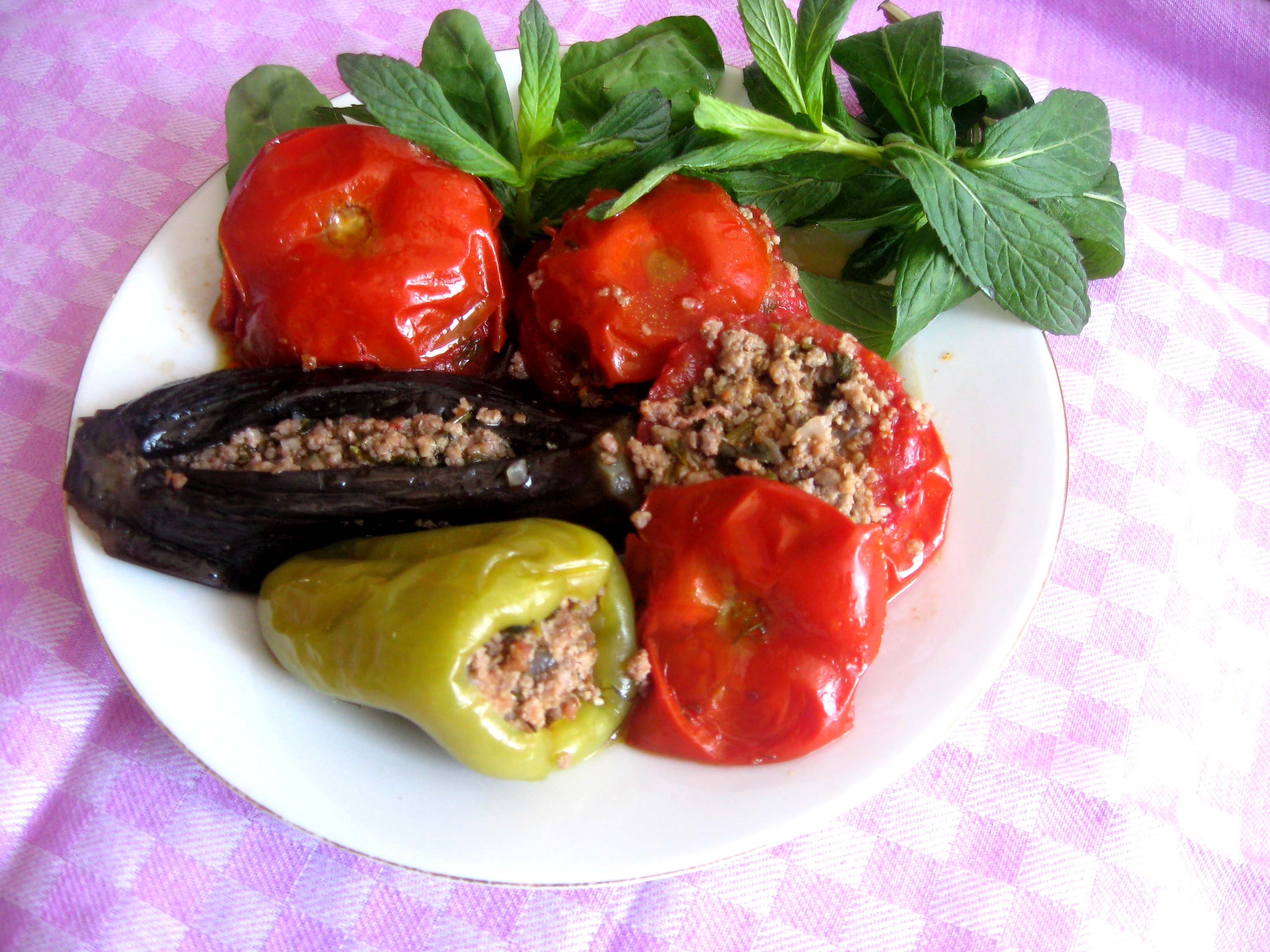
Hortalisses farcides

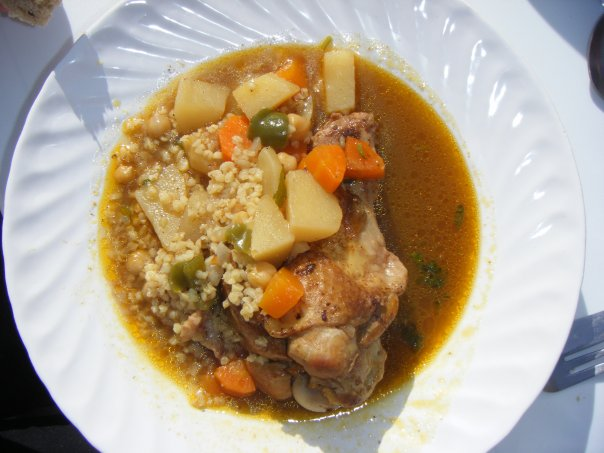
Una sopa otomana o xorba

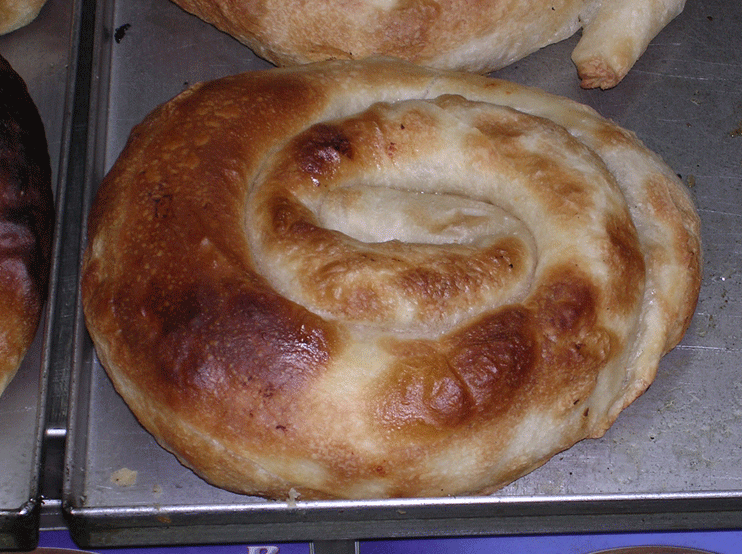
Panada de farcit salat

Es caracteritza per emprar una gran diversitat d'ingredients en l'elaboració dels seus plats, es pot dir que quasi tots ells són molt equilibrats des del punt de vista nutricional, per exemple es barregen molt bé les carns amb els arrossos, barreges molt sàvies que van tenir el seu origen en l'apogeu de l'Imperi Otomà (1453-1650) quan es va estendre per Europa i Egipte.
La gastronomia de l'Imperi Otomà també va contribuir a la dispersió i divulgació de certs aliments que s'anaven trobant en altres països, un exemple clar n'és la beguda boza que es pot trobar en diversos països que van estar dins de l'àrea d'influència d'aquest imperi.

## Ingredients bàsics
- Verdura: Llegums, espinacs, carbassó, albergínia, cogombre, col, ceba, porro,...
- Carn: Vedella, xai, pollastre,...
- Peix i marisc: Tonyina, sardina, truita de riu,...
- Fruita: Raim, présec, albercoc, pruna, magrana,...
- Fruita seca: Ametlla, pinyó, nou,...
- Greix per cuinar: Oli d'oliva
- Condiments i espècies: pebre negre, safrà, canyella,...
- Altres: Arròs, blat, iogurt,...

## Plats
La gastronomia otomana destaca per l'equilibri nutricional de la majoria dels seus plats, que solen contenir hortalisses o verdures, a més de llegums o cereals, i estar cuinats en oli d'oliva. Els peixos es mengen frescos vora el mar o en indrets on es poden pescar als rius. Les carns solen ser picades (kebab, ćevapi, ćevapčići, kebapi, etc.) o tallades a trossos, de vegades punxades en broquetes. Les broquetes de carn i peix es couen al foc, a la graella o a l'ast. Amb carn es fan també botifarres seques, salades o agredolces, que en alguns països s'anomenen sucuk. També es menjava carn i pollastre (tavuk göğsü) amb llet d'ametlles, igual que el menjar blanc medieval català, plat que actualment a les cuines catalana, balear i occitana ha sobreviscut únicament com a unes postres, ja sense carn.
També es menja arròs, sencer o en forma de farinetes, i molta pasta, en forma de fideus, sèmola, bulgur o sense forma, com l'actual pasta amb ou hongaresa anomenada tarhonya. Els llegums, especialment els cigrons, són també molt populars i estesos.
A la cuina otomana pertanyen els petits entrants variats a compartir, les tapes o meze, paraula que es troba a totes les llengües dels territoris pertanyents a l'antic Imperi Otomà.
També és característic d'aquesta cuina, i roman encara a les cuines que l'han heretat, les hortalisses farcides d'arròs o de carn picada: carbassons, albergínies, pebrots, etc. algunes cuines han copiat la idea per a farcir patates, per exemple. En alguns llocs es coneixen com a farcellets de col i hortalisses farcides mentre que d'altres com a dolmes o dolmades (ambdues paraules d'origen otomà, de traducció literal "cosa farcida"). Les verdures també es mengen en sofregits i samfaines, per acompanyar els farcellets, carns o simplement amb ous fregits, com és el cas de la shakshuka. Hi ha referències escrites de sultans otomans que mengen altrament els ous amb una mena d'allioli fet amb iogurt. també hi ha ou i verdures a la piyaz, una amanida no molt diferent de l'ensalada russa, malgrat que aquesta no sigui directament de provinença otomana.
Un plat característic d'aquesta cuina és la sopa de carn ovina, verdures i pasta anomenada xorba (Çorba, Čorba, Чорба, chorba, shorva, shurbo, shorpo, shurpa, sorpa... segons el país, el mot vindria de l'àrab per "beure"), que s'ha mantingut a nombroses cuines actuals, incloent cuines de l'Àsia central i el Caucas, Rússia, Romania, Sèrbia, Bulgària i Grècia. El cacık pot ser una sopa però sol ser més aviat un acompanyament a base de iogurt molt diluït, cogombre i altres ingredients que a Grècia té una versió posterior una mica més espessa que es diu tzatziki i a Bulgària una de més líquida que es diu sopa tarator. Sembla que el iogurt va ser introduït pels otomans a Europa després d'haver-lo pres de les cuines àrab i persa.
També pertanyen a la cuina otomana les coques tapades i panades de carn picada, les de formatge blanc (feta o recuit), les d'espinacs (sovint amb panses o panses i pinyons) i les d'espinacs amb formatge blanc. Poden ser petites, en aquest cas de forma triangular, de mitja lluna, de cilindre, etc. de pasta fil·lo, de pasta fullada o actualment a alguns països d'Europa de vegades també de massa de pa. A Bòsnia i Hercegovina, Sèrbia i Montenegro són de carn i tenen forma d'ensaïmada. El nom en algunes llengües és similar a böreği, börek, burek, byrek, borekass, etc. que vol dir retorçar, potser per la manera de fer la pasta.

## Dolços
Molts dolços, com per exemple l'halva (relacionada amb el nogat i el torró), i pastissets, a més de tècniques - com per exemple per a fer pasta fil·lo, pasta fullada i similars, inclosa la de l'ensaïmada i el xuxo - per a fer alguns d'aquests i altres, de la cuina oriental provenen de la cuina otomana, és l'exemple de les baclaves, els pastissets orientals de fideus, els tcharak i dels mchewek, per exemple, i indirectament potser també dels panellets. Altres dolços europeus provenen directament o indirecta dels otomans, com és el cas de l'strudel austríac, que està emparentat amb la baclava. Els bunyols estan relacionats amb els gulab jamun, unes boletes de massa fregida originàries de l'est de l'Índia que els otomans haurien estès per tot el seu territori.
Les postres solien ser fruita fresca o seca. La cuina otomana va adoptar de la persa les peres bullides en aigua ensucrada i aromatitzada, unes postres de les quals a Europa se n'han fet versions amb diferents vins i licors. Sembla que també les peres i pomes cuites europees, com a les compotes, tindrien origen a la cuina otomana.

## Begudes

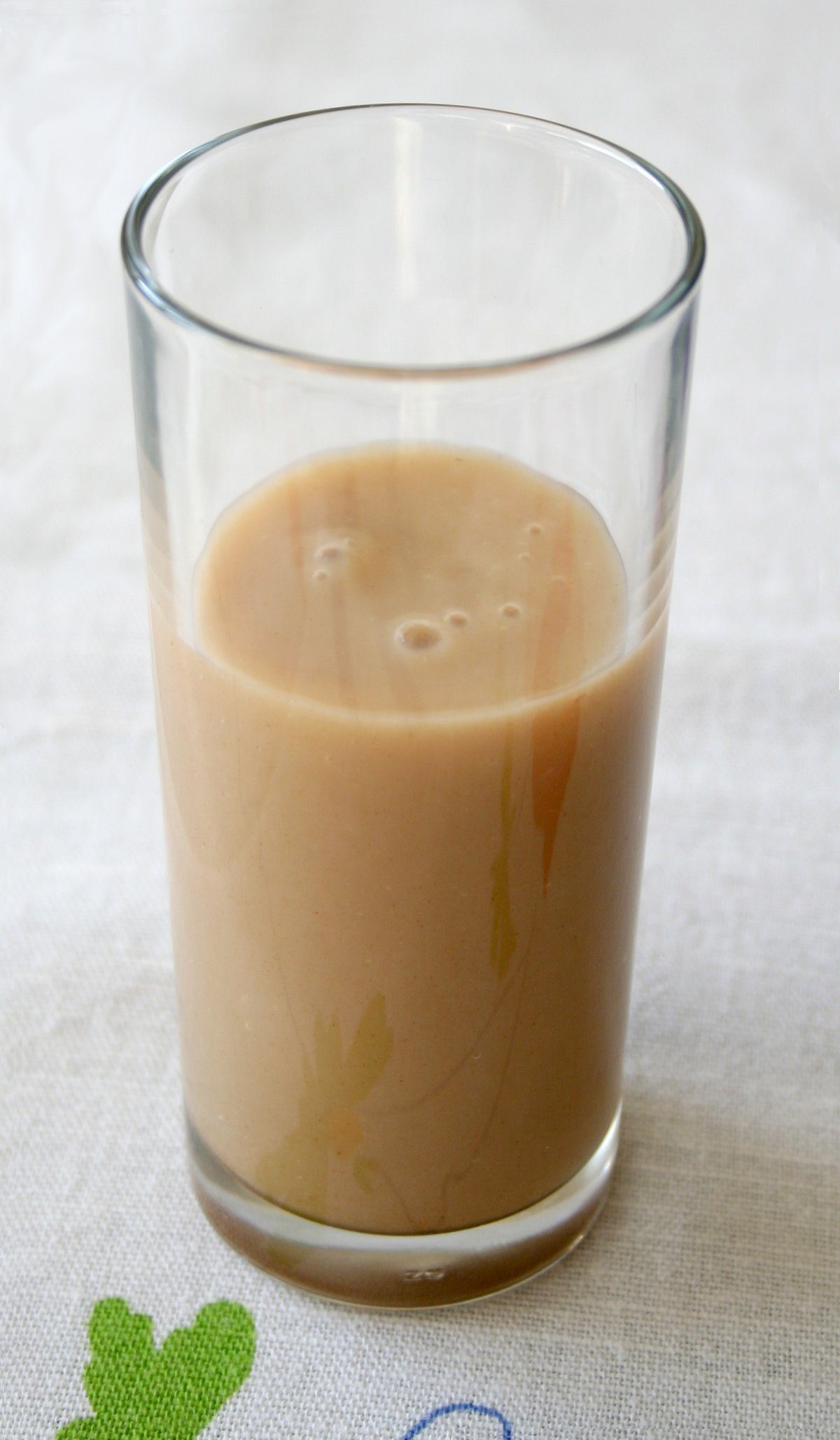
Un got de boza

Una beguda típica n'és la boza que es fa amb blat fermentat i conté una petita quantitat d'alcohol, un 1% en volum aproximadament. Avui dia encara és molt popular a Albània, Bòsnia i Hercegovina, Bulgària, Macedònia del Nord, Montenegro, Romania, Sèrbia, i Turquia. A l'Imperi Otomà, fins al segle xix, a les tavernes, que portaven normalment grecs o albanesos no musulmans, els mezze se servien amb vi, a pesar de l'estricta prohibició a l'alcohol que imposaven molts sultans.
Els otomans van introduir el cafè a Turquia cap a l'any 1530, i d'allà es va estendre ràpidament a Àustria, Hongria, França, Anglaterra i la resta d'Europa. De fet del mot otomà (kahve) és del que provenen el mot "cafè" en català i en la resta de llengües europees. Posteriorment, al segle xvii, va ser prohibit a l'Imperi Otomà per raons polítiques, però això no ha evitat que se sigui prenent, actualment, als antics territoris otomans. Als països balcànics, Grècia i Turquia el cafè es pren "a la turca", mai amb llet. El te és una beguda també molt corrent, que es beu sense llet, al contrari de com es beu a Gran Bretanya, per exemple, i les seves excolònies.